# Хакикент
Хакике́нт (лезг. Хакияр,Хакидхуьр) — упразднённое село в Магарамкентском районе Дагестана. На момент упразднения входило в состав Гильярского сельсовета. В конце 1960-х годов жители переселены в село Куйсун.

## География
Село расположено в центральной части Магарамкентского района, севернее реки Самур и села Гильяр. Находится в северных отрогах основания Самурского хребта на высоте 900 метров. Близ села проходит административная граница с Сулейман-Стальским районом.

## История
В 1812 году село было включено в состав новообразованного Кюринского ханства. С 1866 по 1928 года в составе Гюнейского наибства Кюринского округа. Вместе с сёлами Гильяр и Джепель образовывал Гильярское сельское общество. В 1886 году в селе проживало 225 человек. Гасан Алкадарский в одном из своих стихов упоминает, что «ханом» в Хакикенте стал некто Устар. 1929—1943, 1960—1965 гг. село в составе Касумкентского района. А 1943—1960, с 1965 в составе Магарамкентского района. В феврале 1935 года некоторые жители Хакикента подверглись раскулачиванию и были высланы. Жители Хакикента переселились в близлежащие селения Куйсун.

## Население
| Год       | 1895 | 1908 | 1926 | 1939 |
| --------- | ---- | ---- | ---- | ---- |
| Население | 211  | 230  | 249  | 259  |

По данным Всесоюзной переписи населения 1926 года, в национальной структуре населения лезгины составляли 100 %